# Pseudoplatylabus violentus
Pseudoplatylabus violentus är en stekelart som först beskrevs av Johann Ludwig Christian Gravenhorst 1829.  Pseudoplatylabus violentus ingår i släktet Pseudoplatylabus och familjen brokparasitsteklar. Arten är reproducerande i Sverige. Inga underarter finns listade i Catalogue of Life.